# National League 2023-2024 (Inghilterra)
La National League 2023-2024, conosciuta anche con il nome di Vanarama National League per motivi di sponsorizzazione, è stata la 45ª edizione del campionato inglese di calcio di quinta divisione, nonché la 20º con il formato attuale.

## Squadre partecipanti
| Squadra                | Città                | Stadio                          | Stagione precedente                         |
| ---------------------- | -------------------- | ------------------------------- | ------------------------------------------- |
| AFC Fylde              | Wesham               | Mill Farm Sports Village        | 1º posto in National League North, promosso |
| Aldershot Town         | Aldershot            | Recreation Ground               | 18º posto in National League                |
| Altrincham             | Altrincham           | Moss Lane                       | 17º posto in National League                |
| Barnet                 | Londra (High Barnet) | The Hive Stadium                | 5º posto in National League                 |
| Boreham Wood           | Borehamwood          | Meadow Park                     | 6º posto in National League                 |
| Bromley                | Londra (Bromley)     | Hayes Lane                      | 7º posto in National League                 |
| Chesterfield           | Chesterfield         | Proact Stadium                  | 3º posto in National League                 |
| Dagenham & Redbridge   | Londra (Dagenham)    | Victoria Road                   | 10º posto in National League                |
| Dorking Wanderers      | Dorking              | Meadowbank Stadium              | 16º posto in National League                |
| Eastleigh              | Eastleigh            | Ten Acres                       | 9º posto in National League                 |
| Ebbsfleet United       | Northfleet           | Stonebridge Road                | 1º posto in National League South, promosso |
| FC Halifax Town        | Halifax              | The Shay                        | 11º posto in National League                |
| Gateshead              | Gateshead            | Gateshead International Stadium | 14º posto in National League                |
| Hartlepool United      | Hartlepool           | Victoria Park                   | 23º posto in EFL League Two, retrocesso     |
| Kidderminster Harriers | Kidderminster        | Aggborough Stadium              | 6º posto in National League North, promosso |
| Maidenhead United      | Maidenhead           | York Road                       | 20º posto in National League                |
| Oldham Athletic        | Oldham               | Boundary Park                   | 12º posto in National League                |
| Oxford City            | Marston (Oxford)     | Court Place Farm                | 3º posto in National League South, promosso |
| Rochdale               | Rochdale             | Spotland Stadium                | 24º posto in EFL League Two, retrocesso     |
| Solihull Moors         | Solihull             | Damson Park                     | 15º posto in National League                |
| Southend United        | Southend-on-Sea      | Roots Hall                      | 8º posto in National League                 |
| Wealdstone             | Londra (Ruislip)     | Grosvenor Vale                  | 13º posto in National League                |
| Woking                 | Woking               | Kingfield Stadium               | 4º posto in National League                 |
| York City              | York                 | York Community Stadium          | 19º posto in National League                |

## Classifica
|  | Pos. | Squadra            | Pt | G  | V  | N  | P  | GF  | GS | DR  |
|  | ---- | ------------------ | -- | -- | -- | -- | -- | --- | -- | --- |
|  | 1.   | Chesterfield       | 98 | 46 | 31 | 5  | 10 | 106 | 65 | +41 |
|  | 2.   | Barnet             | 86 | 46 | 26 | 8  | 12 | 91  | 60 | +31 |
|  | 3.   | Bromley            | 81 | 46 | 22 | 15 | 9  | 73  | 49 | +24 |
|  | 4.   | Altrincham         | 77 | 46 | 22 | 11 | 13 | 84  | 59 | +25 |
|  | 5.   | Solihull Moors     | 76 | 46 | 21 | 13 | 12 | 71  | 62 | +9  |
|  | 6.   | Gateshead          | 75 | 46 | 22 | 9  | 15 | 88  | 64 | +24 |
|  | 7.   | Halifax Town       | 71 | 46 | 19 | 14 | 13 | 58  | 50 | +8  |
|  | 8.   | Aldershot Town     | 69 | 46 | 20 | 9  | 17 | 74  | 83 | -9  |
|  | 9.   | Southend Utd (-10) | 65 | 46 | 21 | 12 | 13 | 70  | 45 | +23 |
|  | 10.  | Oldham Athletic    | 63 | 46 | 15 | 18 | 13 | 63  | 60 | +3  |
|  | 11.  | Rochdale           | 62 | 46 | 16 | 14 | 16 | 69  | 64 | +5  |
|  | 12.  | Hartlepool Utd     | 60 | 46 | 17 | 9  | 20 | 70  | 82 | -12 |
|  | 13.  | Eastleigh          | 59 | 46 | 16 | 11 | 19 | 73  | 87 | -14 |
|  | 14.  | Maidenhead Utd     | 58 | 46 | 15 | 13 | 18 | 60  | 67 | -7  |
|  | 15.  | Dag & Red          | 56 | 46 | 14 | 14 | 18 | 69  | 63 | +6  |
|  | 16.  | Wealdstone         | 56 | 46 | 15 | 11 | 20 | 60  | 72 | -12 |
|  | 17.  | Woking             | 55 | 46 | 15 | 10 | 21 | 49  | 55 | -6  |
|  | 18.  | Fylde              | 55 | 46 | 15 | 10 | 21 | 74  | 82 | -8  |
|  | 19.  | Ebbsfleet Utd      | 54 | 46 | 14 | 12 | 20 | 59  | 74 | -15 |
|  | 20.  | York City          | 53 | 46 | 12 | 17 | 17 | 55  | 69 | -14 |
|  | 21.  | Boreham Wood       | 52 | 46 | 12 | 16 | 18 | 59  | 73 | -14 |
|  | 22.  | Kidderminster      | 46 | 46 | 11 | 13 | 22 | 40  | 59 | -19 |
|  | 23.  | Dorking Wanderers  | 45 | 46 | 12 | 9  | 25 | 54  | 85 | -31 |
|  | 24.  | Oxford City        | 33 | 46 | 8  | 9  | 29 | 54  | 94 | -40 |

Legenda:
      Promosso in EFL League Two 2024-2025.
  Partecipa ai play-off.
      Retrocesso in National League North/South 2024-2025.
Regolamento:
Tre punti a vittoria, uno a pareggio, zero a sconfitta.
In caso di arrivo di due o più squadre a pari punti, la graduatoria verrà stilata secondo i seguenti criteri:
- differenza reti
- maggior numero di gol segnati
- maggior numero di vittorie
- classifica avulsa

Note:

Il Southend United è stato sanzionato con 10 punti di penalizzazione per irregolarità amministrative.

## Play-off

### Tabellone
|  | Quarti di finale | Quarti di finale | Quarti di finale |                |         | Semifinali | Semifinali | Semifinali |  |  | Finale | Finale | Finale |  |
|  |                  |                  |                  |                |         |            |            |            |  |  |        |        |        |  |
|  | 5                | Solihull Moors   | 4                |                |         |            |            |            |  |  |        |        |        |  |
|  | 5                | Solihull Moors   | 4                |                |         |            |            |            |  |  |        |        |        |  |
|  | 7                | Halifax Town     | 2                |                |         |            |            |            |  |  |        |        |        |  |
|  | 7                | Halifax Town     | 2                |                | 2       | Barnet     | 0          |            |  |  |        |        |        |  |
|  |                  |                  |                  |                | 2       | Barnet     | 0          |            |  |  |        |        |        |  |
|  |                  |                  | 5                | Solihull Moors | 4       |            |            |            |  |  |        |        |        |  |
|  |                  |                  |                  | Solihull Moors | 4       |            |            |            |  |  |        |        |        |  |
|  |                  |                  |                  |                |         |            |            |            |  |  |        |        |        |  |
|  |                  |                  |                  |                |         |            |            |            |  |  |        |        |        |  |
|  |                  | 5                | Solihull Moors   | 2 (3)          |         |            |            |            |  |  |        |        |        |  |
|  |                  |                  |                  |                |         |            |            |            |  |  |        |        |        |  |
|  |                  |                  | 3                | Bromley        | 2 (4)   |            |            |            |  |  |        |        |        |  |
|  | 4                | Altrincham       | 3                | Bromley        | 2 (4)   |            |            |            |  |  |        |        |        |  |
|  | 4                | Altrincham       |                  |                |         |            |            |            |  |  |        |        |        |  |
|  | 6                | Gateshead        |                  |                |         |            |            |            |  |  |        |        |        |  |
|  | 6                | Gateshead        |                  | 3              | Bromley | 3          |            |            |  |  |        |        |        |  |
|  |                  |                  |                  | 3              | Bromley | 3          |            |            |  |  |        |        |        |  |
|  |                  |                  | 4                | Altrincham     | 1       |            |            |            |  |  |        |        |        |  |

#### Quarti di finale
|                | Risultati |              | Luogo e data             |
| -------------- | --------- | ------------ | ------------------------ |
| Solihull Moors | 4 - 2     | Halifax Town | Solihull, 24 aprile 2024 |

#### Semifinali
|         | Risultati |                | Luogo e data            |
| ------- | --------- | -------------- | ----------------------- |
| Barnet  | 0 - 4     | Solihull Moors | Londra, 27 aprile 2024  |
| Bromley | 3 - 1     | Altrincham     | Bromley, 28 aprile 2024 |
|         |           |                |                         |

#### Finale
|         | Risultati             |                | Luogo e data          |
| ------- | --------------------- | -------------- | --------------------- |
| Bromley | 2 - 2 (dts) (4-3 dtr) | Solihull Moors | Londra, 5 maggio 2024 |
|         |                       |                |                       |